# Juan Alba
Juan Pedro Martinez Alba Júnior (Campinas, 6 de abril de 1965) é um ator, apresentador e ex-modelo brasileiro.

## Carreira
Entre 1981, aos dezesseis anos, foi descoberto por um produtor de moda e assinou com a Ford Models, indo morar na Europa para trabalhar como modelo profissional. Retornou ao Brasil em 1989 e continuou desfilando até 1995, quando se aposentou das passarelas aos 30 anos para estudar artes cênicas. Em 1997 estreou como repórter do Brasil Urgente – que na época se chamava Brasil Verdade e era um programa de auditório que mesclava jornalismo e entretenimento. Em 1999 estreou como ator na telenovela Terra Nostra. Seguiu realizando diversas telenovelas até ganhar destaque em 2007 como um dos antagonistas de Sete Pecados. Em 2009 foi apresentar do game show O Preço Certo, na RecordTV.

## Filmografia

### Televisão
| Ano     | Título                           | Personagem / Cargo             | Notas                                                     | Emissora          |
| ------- | -------------------------------- | ------------------------------ | --------------------------------------------------------- | ----------------- |
| 1978    | Ciranda Cirandinha               | Eduardo                        |                                                           | TV Globo          |
| 1997–99 | Brasil Verdade                   | Repórter                       |                                                           | Rede Bandeirantes |
| 1999    | Terra Nostra                     | Josué                          |                                                           | TV Globo          |
| 2001    | Roda da Vida                     | Alan Lee                       |                                                           | RecordTV          |
| 2002    | Marisol                          | Dr. Rubens Linhares            |                                                           | SBT               |
| 2003    | Malhação                         | Paulinho                       | Episódios: "2–15 de fevereiro"                            | TV Globo          |
| 2004    | Meu Cunhado                      | Dr. Alma                       | Episódio: "Deu Bode nas Bodas"                            | SBT               |
| 2004    | Seus Olhos                       | Tiago Menezes                  |                                                           | SBT               |
| 2004    | Branca de Neve e os Sete Peões   | Zorro da Silva                 | Especial                                                  | SBT               |
| 2005    | Sob Nova Direção                 | Júlio                          | Episódios: "A Mensalista" e "Em Algum Lugar do Reservado" | TV Globo          |
| 2005    | América                          | Honório                        | Episódios: "2–4 de novembro"                              | TV Globo          |
| 2006    | Malhação                         | Marco Aurélio Andrade          | Temporada 13                                              | TV Globo          |
| 2007    | Dança dos Famosos                | Participante                   | Temporada 4                                               | TV Globo          |
| 2007    | Sete Pecados                     | Rodolfo, Visconde de Sant'anna |                                                           | TV Globo          |
| 2008    | Duas Caras                       | Delegado Silva                 | Episódios: "30 de abril–31 de maio"                       | TV Globo          |
| 2008    | Dicas de um Sedutor              | Wagner Luiz                    | Episódio: "Quem Perde, Ganha!"                            | TV Globo          |
| 2008    | Toma Lá, Dá Cá                   | Detetive Mendes                | Episódio: "Pior Do Que Está Sempre Pode Ficar"            | TV Globo          |
| 2008    | Casos e Acasos                   | Otávio                         | Episódio: "A Nova Namorada"                               | TV Globo          |
| 2008    | Nada Fofa                        | Severo Neto                    | Especial de fim de ano                                    | TV Globo          |
| 2008    | Os Mutantes: Caminhos do Coração | Átila Ferraz                   |                                                           | RecordTV          |
| 2009    | Promessas de Amor                | Átila Ferraz                   |                                                           | RecordTV          |
| 2009–10 | O Preço Certo                    | Apresentador                   |                                                           | RecordTV          |
| 2010    | A História de Ester              | Abiail                         |                                                           | RecordTV          |
| 2011-12 | Rebelde                          | Leonardo Maldonado             |                                                           | RecordTV          |
| 2013    | Dona Xepa                        | Marcos Albuquerque             |                                                           | RecordTV          |
| 2014    | Milagres de Jesus                | Joabe                          | Episódio: "O Homem Hidrópico"                             | RecordTV          |
| 2014    | Plano Alto                       | Carlos Alberto                 |                                                           | RecordTV          |
| 2015    | Alto Astral                      | Oscar Peixoto                  |                                                           | TV Globo          |
| 2015    | Na Mira do Crime                 | Francisco                      |                                                           | RecordTV          |
| 2016    | Velho Chico                      | Amadeu                         |                                                           | TV Globo          |
| 2017    | Dois Irmãos                      | Rochiram                       |                                                           | TV Globo          |
| 2017    | Tempo de Amar                    | Imediato Antero                |                                                           | TV Globo          |
| 2018    | O Outro Lado do Paraíso          | Norival                        |                                                           | TV Globo          |
| 2019    | Jezabel                          | Obadias Rakesh                 |                                                           | RecordTV          |
| 2019-21 | Amor sem Igual                   | Ramiro Viana                   |                                                           | RecordTV          |
| 2022    | Todas as Garotas em Mim          | Alessandro Sampaio             | [ 8 ]                                                     | RecordTV          |

### Cinema
| Ano  | Título                    | Personagem      |
| ---- | ------------------------- | --------------- |
| 2002 | Histórias do Olhar        | Leonardo        |
| 2002 | Lost Zweig                | Alberto D'Ávila |
| 2004 | Procuradas                | Paulo           |
| 2004 | O Quinze                  | Vicente         |
| 2005 | Coisa de Mulher           | Dr. Romero      |
| 2015 | Meu Amigo Hindu           | Rodrigo         |
| 2017 | Gostosas, Lindas & Sexies | Ricardo         |
| 2021 | A Cisterna                | Lucas           |